# Koh Lian Pin

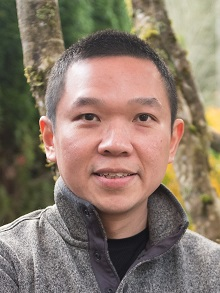
Koh Lian Pin (2019)

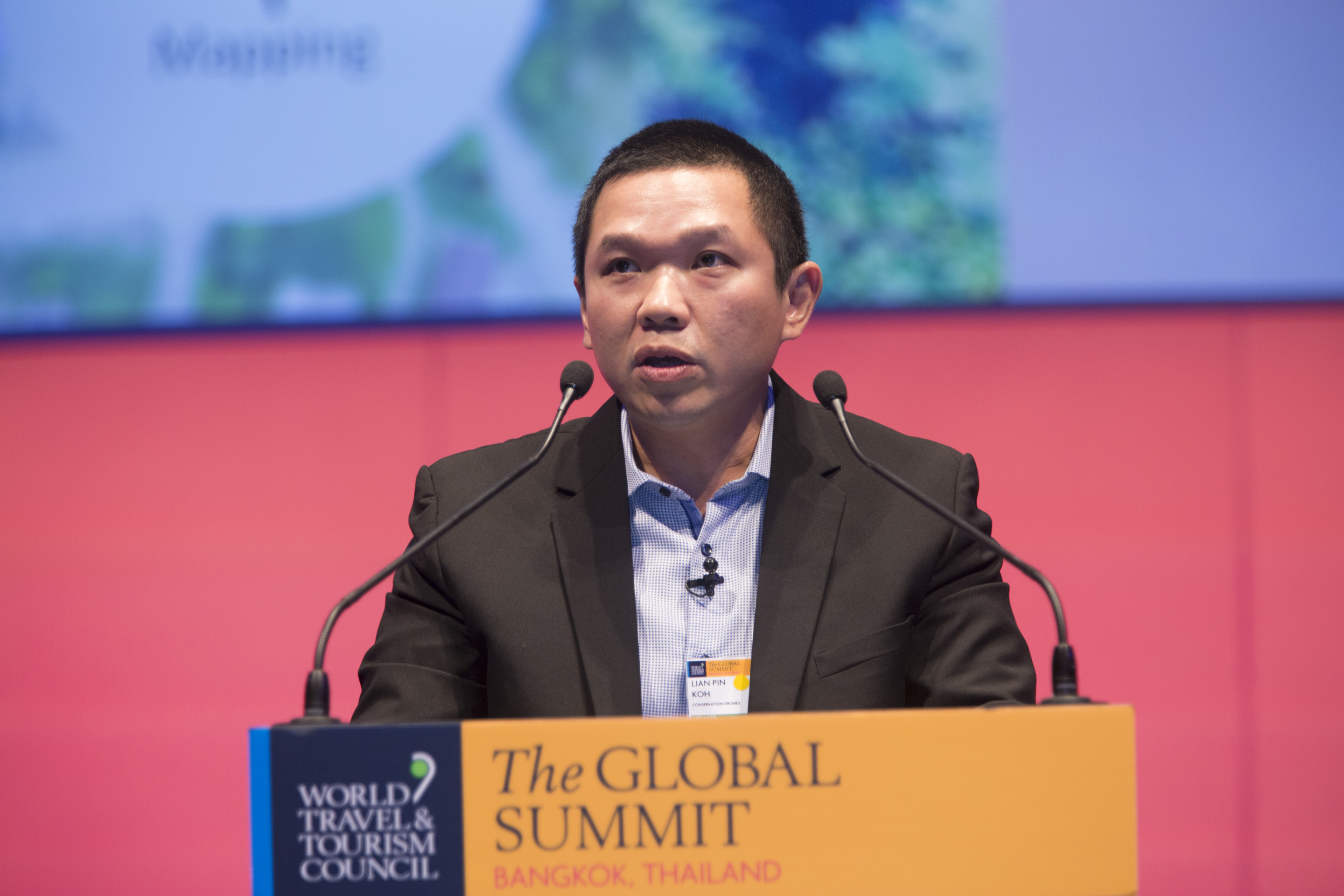
Koh Lian Pin (2017)

Koh Lian Pin (* 22. April 1976) ist ein singapurischer Biologe und Hochschullehrer, der seit dem 21. Januar 2021 auch nominiertes Mitglied des Parlaments ist.

## Leben
Koh Lian Pin besuchte zwischen 1989 und 1992 die Chinese High School sowie im Anschluss von 1993 bis 1994 das Hwa Chong Junior College, aus dem die heutige Hwa Chong Institution herging. Er absolvierte zwischen 1997 und 2003 ein Biologiestudium an der National University of Singapore (NUS), welches er 2001 mit einem Bachelor of Science (B.Sc.) mit höchster Auszeichnung sowie 2003 mit Master of Science (M.Sc.) beendete. Im Anschluss begann er 2004 sein Promotionsstudium am Institut für Ökologie und Evolutionsbiologie der Princeton University, welches er 2008 mit einem Doctor of Philosophy (Ph.D.) abschloss. Daraufhin war er von 2008 bis 2011 als Postdoktorand an der Eidgenössischen Technischen Hochschule Zürich tätig und erhielt dort 2011 eine vom Schweizerischen Nationalfonds geförderte Professur. Nach Beendigung seiner Lehr- und Forschungstätigkeit an der ETH Zürich übernahm er zwischen 2014 und 2018 eine Professur als Inhaber des Lehrstuhls für Angewandte Ökologie und Erhaltung an der University of Adelaide. Im Anschluss wirkte er zwischen 2018 und 2020 als Vizepräsident für wissenschaftliche Partnerschaften und Innovation von Conservation International, eine Non-Profit-Organisation mit Sitz in Washington, D.C., deren Ziel die Erhaltung der weltweiten Biodiversität an Pflanzen, Tieren und Landschaftsformen ist.
Koh kehrte 2020 im Rahmen eines Programms der Nationalen Forschungsstiftung (National Research Foundation) nach Singapur zurück und übernahm eine Professur für Naturschutzwissenschaft, -technologie und -politik an der Fakultät für biologische Wissenschaften der National University of Singapore. Er ist zugleich Direktor des zur NUS gehörenden Zentrums für naturbasierte Klimalösungen (Centre for Nature-based Climate Solutions), das wissenschaftliche Ansätze zur Beeinflussung von Klimapolitik, -strategien und -maßnahmen in Singapur und der asiatisch-pazifischen Region entwickelt. Daneben engagiert er sich als Mitglied der Emerging Stronger Taskforce, die gebildet wurde, um Empfehlungen zu geben, wie Singapur während der wirtschaftlichen Erholung des Landes von der COVID-19-Pandemie widerstandsfähig bleibt und neue Wachstumsquellen schaffen kann. Ferner ist er als Sprecher von TED, als Mitgründer von Conservation Drones sowie als Junger Globaler Führer (Young Global Leader) des Weltwirtschaftsforums engagiert.
Koh Lian Pin, der verheiratet ist, wurde am 21. Januar 2021 auch eines der neun nominierten Mitglieder des Parlaments.

## Veröffentlichungen
- Is oil palm agriculture really destroying tropical biodiversity?, Mitautor David S. Wilcove, in: Conservation Letters. 1, 2008, S. 60–64
- Global Forest Fragmentation, Mitautoren Chris J. Kettle, Andrew D. Barnes, Bruce L. Webber, O. Campbell, 2014, ISBN 978-1-780-64497-4
- Conservation Drones. Mapping and Monitoring Biodiversity, Mitautor Serge A. Wich, 2018, ISBN 978-0-198-78762-4